# Trajano de Moraes
Trajano de Moraes is een gemeente in de Braziliaanse deelstaat Rio de Janeiro. De gemeente telt 9.914 inwoners (schatting 2009).